# Dolonagrion
Dolonagrion is een geslacht van libellen (Odonata) uit de familie van de waterjuffers (Coenagrionidae).

## Soorten
Dolonagrion omvat 1 soort:
- Dolonagrion fulvellum (Selys, 1876)